# Harukanaru toki no naka de
Harukanaru toki no naka de (遙かなる時空の中で, littéralement "Dans une époque lointaine") est un jeu vidéo de type otome game développé par iNiS et édité par Koei sorti au Japon sur PlayStation en avril 2000. Il a été adapté en shōjo manga de 17 tomes par Tooko Mizuno publié entre les numéros de juillet 2000 et janvier 2010.
Ses personnages principaux sont de style bishōnen, mais Harukanaru comporte aussi beaucoup d'action, de drame, de contexte historique et de magie. Beaucoup le comparent à Fushigi Yūgi et à Les 12 royaumes (Juuni Kokki).
Une adaptation en série télévisée d'animation réalisée par Aki Tsunaki est sortie sous le titre Harukanaru toki no naka de ～Hachiyō Shō～ (遥かなる時空の中で ～八葉抄～)). Elle a été distribuée dans les pays francophones par Anima sous le titre Haruka - La légende des huit guerriers. Des OAV et un film d'animation ont ensuite vu le jour. Finalement, un remake du jeu d'origine est sorti sur PlayStation 2 en avril 2005.

## Synopsis
Akane, une écolière de toute apparence normale est « appelée » dans le monde parallèle de Kyo afin de sauver ce monde en tant que prêtresse du dieu dragon, Ryujin no miko. Ce monde ressemble étrangement à l'ancien Japon (époque Heian), avec son ancienne capitale de Kyōto.
Elle y rencontre Akram, le chef des démons, ainsi que la princesse Fuji et les Hachiyoushou, huit guerriers dont la fonction est de la protéger.

## Personnages
Akane Motomiya (元宮あかね, Motomiya Akane)
Minamoto no Yorihisa (源頼久)
Tenma Morimura (森村天真, Morimura Tenma)
Inori (イノリ)
Shimon Nagareyama (流山詩紋, Nagareyama Shimon)
Fujiwara no Takamichi (藤原鷹通)
Tachibana no Tomomasa (橘友雅)
Eisen (永泉)
Abe no Yasuaki (安倍泰明)
Fuji-hime (藤姫)
Akram (アクラム, Akuram)

## Anime

### Liste des épisodes
| No | Titre français                                                            | Titre japonais           | Titre japonais                         | Date de 1re diffusion |
| No | Titre français                                                            | Kanji                    | Rōmaji                                 | Date de 1re diffusion |
| -- | ------------------------------------------------------------------------- | ------------------------ | -------------------------------------- | --------------------- |
| 1  | Ô toi, prêtresse du Dieu Dragon                                           | 汝、龍神の神子           | Nanji, ryūjin no kami ko               | 5 octobre 2004        |
| 2  | La capitale envahie par les démons                                        | 鬼に魅入られし京（もの） | Oni ni mi ira reshi kyō (mono)         | 12 octobre 2004       |
| 3  | Onmyôji, le maître du Yin et du Yang                                      | 陰陽師                   | Inyō shi                               | 19 octobre 2004       |
| 4  | Hanashizume                                                               | はなしずめ               | Hanashizume                            | 26 octobre 2004       |
| 5  | Une maison dans le brouillard                                             | 露の宿り                 | Tsuyu no yadori                        | 2 novembre 2004       |
| 6  | Le vice-ministre des Affaires Civiles                                     | 治部少丞と内裏の鬼       | Jibu shō jō to dairi no oni            | 9 novembre 2004       |
| 7  | Une chimère gémit dans la nuit                                            | 鵺の哭く夜               | Nue no naku yoru                       | 16 novembre 2004      |
| 8  | La flamme qui haïssait les démons                                         | 鬼憎みし焔（ほむら)      | Oni nikumi shi honoo (homura)          | 23 novembre 2004      |
| 9  | Une mélodie envoûtante. Le koto à huit cordes, partie 1                   | 妖しの調べ 八絃琴 前編   | Ayashi no shirabe hachi gen kon zenpen | 30 novembre 2004      |
| 10 | L'eau se ride sous les pétales tombantes. Le koto à huit cordes, partie 2 | 散華の波紋 八絃琴 後編   | Sange no hamon hachi gen kon kōhen     | 7 décembre 2004       |
| 11 | La prêtresse ensorcelée                                                   | 呪われた神子             | Norowa reta kami ko                    | 14 décembre 2004      |
| 12 | Le démon tapi dans l'ombre                                                | 鬼ひそむ闇               | Oni hisomu yami                        | 21 décembre 2004      |
| 13 | Libère ton cœur                                                           | 心、解き放て             | Kokoro, toki hōtte                     | 28 décembre 2004      |
| 14 | L'avenir montré par l'arc-en-ciel                                         | 虹告げし未来             | Niji tsuge shi mirai                   | 4 janvier 2005        |
| 15 | Plus fort que la haine                                                    | 憎しみを越える心         | Nikushimi wo koe ru kokoro             | 11 janvier 2005       |
| 16 | Le jour de l'expiation                                                    | 贖罪の日                 | Shokuzai no nichi                      | 18 janvier 2005       |
| 17 | La femme au laurier rose                                                  | 夾竹桃の女（ひと）       | Kyōchikutō no onna (hito)              | 25 janvier 2005       |
| 18 | Le 4e Chambellan et la princesse Akane                                    | 四位の侍従と茜姫         | Yon'i no jijū to akane hime            | 1er février 2005      |
| 19 | Un sentiment incoercible                                                  | 止められぬ想い           | Yamera renu omoi                       | 8 février 2005        |
| 20 | La lumière qu'on t'a donnée                                               | 貴方に授かりし光         | Anata ni sazuka rishi hikari           | 15 février 2005       |
| 21 | Les démons et les humains                                                 | 鬼と人                   | Oni to nin                             | 22 février 2005       |
| 22 | Quand le démon émerge                                                     | 鬼出づる時               | Oni idu ru toki                        | 1er mars 2005         |
| 23 | Crépuscule                                                                | かわたれ                 | Kawatare                               | 8 mars 2005           |
| 24 | Les quatre divinités libérées                                             | 放たれた四神             | Hōtta reta shi kami                    | 15 mars 2005          |
| 25 | La séparation                                                             | 天雲の別れ               | Ten kumo no wakare                     | 22 mars 2005          |
| 26 | Pour toi, au loin...                                                      | 遙か、君のもとへ…        | Haruka, kun nomotohe...                | 29 mars 2005          |

### Doublage
| Personnages           | Voix japonaises    | Voix françaises   |
| --------------------- | ------------------ | ----------------- |
| Akane Motomiya        | Kawakami Tomoko    | Fanny Bloc        |
| Tachibana no Tomomasa | Kazuhiko Inoue     | Alexandre Coadour |
| Inori                 | Naozumi Takahashi  | Arnaud Laurent    |
| Ran Morimura          | Hōko Kuwashima     | Gabrielle Jeru    |
| Minamoto no Yorihisa  | Shinichiro Miki    | Bruno Méyère      |
| Abe no Yasuaki        | Akira Ishida       | Benoît DuPac      |
| Shimon Nagareyama     | Kouki Miyata       | Alexandre Nguyen  |
| Fuji-hime             | Ikue Ōtani         | Geneviève Doang   |
| Shirin                | Maria Kawamura     | Virginia Anderson |
| Tenma Morimura        | Tomokazu Seki      | Mathieu Doang     |
| Sefuru                | Yū Asakawa         | Geneviève Doang   |
| Iktidal               | Kōji Ishii         | Yann Guillemot    |
| Fujiwara no Takamichi | Shigeru Nakahara   | Thomas Guitard    |
| Eisen                 | Sōichirō Hoshi     | Rémi Caillebot    |
| Akuram                | Ryōtarō Okiayu     | Patrick Bethune   |
| Nue                   | Toshiyuki Morikawa | Thomas Guitard    |